# Petrolina de Goiás (ort)
Petrolina de Goiás är en ort i Brasilien.   Den ligger i kommunen Petrolina de Goiás och delstaten Goiás, i den centrala delen av landet, 150 km väster om huvudstaden Brasília. Petrolina de Goiás ligger 720 meter över havet och antalet invånare är 7 710.
Terrängen runt Petrolina de Goiás är huvudsakligen platt, men åt sydost är den kuperad. Runt Petrolina de Goiás är det glesbefolkat, med 18 invånare per kvadratkilometer..
Omgivningarna runt Petrolina de Goiás är huvudsakligen savann.